# Algonquin Peak
Algonquin Peak – góra w paśmie Adirondack w stanie Nowy Jork w Stanach Zjednoczonych. Jest drugim najwyższym szczytem Adirondack oraz stanu (po Mount Marcy). Jego wysokość wynosi 1559 m n.p.m..

## Nazwa
Początkowo szczyt był nazywany Mount McIntyre od Archibalda McIntyre (zm. 1858), właściciela zakładów hutniczych w miejscowości Tahawus. Obecna nazwa została nadana około 1880 przez Verplancka Colvina, który chciał uhonorować Algonkinów, grupę Indian, którzy uważali północne Adirondacks za swoje tereny łowieckie, o co toczyli długie wojny z Irokezami.
Indiańska nazwa na górę brzmiała He-no-ga, co oznacza „dom piorunów”.